# اندیس کرومیت محترم‌آباد فنوج
کرومیت محترم آباد فنوج یک اندیس فلزی است که در استان سیستان و بلوچستان قرار دارد و مادهٔ معدنی موجود در آن، کرومیت است. سنگ میزبان این اندیس پریدوتیت آلتره وتکتونیزه است و دیرینگی آن به دوران کرتاسه بالای می‌رسد.